# Flag
Flag – szósty album szwajcarskiego zespołu Yello wydany w 1988 roku przez wytwórnię Fontana. Reedytowany w roku 2005 wszedł w skład sześciopłytowego kompletu Remaster Series, na który składa się sześć pierwszych płyt zespołu (odświeżonych dźwiękowo). Na płycie znajduje się jeden z największych przebojów zespołu – The Race – nawiązujący do wyścigów samochodowych.

## Lista utworów
1. Tied Up (6:09)
2. Of Course I'm Lying (5:56)
3. 3rd Of June (4:54)
4. Blazing Saddles (3:57)
5. The Race (8:08)
6. Alhambra (3:40)
7. Otto Di Catania (3:20)
8. Tied Up In Red (8:36)
9. Tied Up In Gear (3:58)

- dodatkowo na płycie reedytowanej znalazły się następujące utwory (bonusy):

1. The Race (Break Light Mix)
2. Wall Street Bongo
3. The Race (12" Mix)

## Twórcy
- wokale:
  - Dieter Meier (utwory: 1-3, 5-9) + teksty
  - Boris Blank – utwór 4
  - Billy Mackenzie – utwory: 2, 7
- Ernst Gamper – projekt okładki
- Leos Gerteis – klarnet (utwór 7)
- Boris Blank – kompozytor, aranżacja
- Chico Hablas – gitara (utwory: 7, 9)
- Beat Ash – perkusja (tracks: 1, 2, 5, 8, 9)